# Alexandre Steiger
Pour les articles homonymes, voir Steiger.
Alexandre Steiger est un acteur, réalisateur et écrivain français , né le 17 août 1976  .

## Biographie
Alexandre Steiger fait partie de la présélection révélations des César 2012 pour L'Ordre et la Morale de Mathieu Kassovitz. Comme réalisateur, il obtient le prix SACD de la meilleure première œuvre de fiction au festival de Clermont-Ferrand en 2018 pour son court métrage Pourquoi j’ai écrit la bible, également pré-sélectionné pour les César 2019.

## Filmographie

### Acteur

#### Cinéma
- 2006 : Les Amitiés maléfiques d'Emmanuel Bourdieu
- 2006 : Merci docteur d'Anne Kessler et Guy Zilberstein (court-métrage)
- 2007 : La Fille de Monaco d'Anne Fontaine
- 2007 : Paul Rondin de Frédéric Vin (court-métrage)
- 2008 : La Troisième Partie du monde d'Eric Forestier
- 2008 : Espion(s) de Nicolas Saada
- 2010 : Opération 118 318, sévices clients de Julien Baillargeon
- 2010 : Anne et les Tremblements de Sólveig Anspach (court métrage)
- 2010 : Louise Michel de Sólveig Anspach (téléfilm)
- 2011 : L'Ordre et la Morale de Mathieu Kassovitz
- 2012 : Le Locataire de Nadège Loiseau (court-métrage)
- 2013 : Queen of Montreuil de Sólveig Anspach : Alexandre
- 2013 : Agit Pop de Nicolas Pariser (court métrage)
- 2014 : Yves Saint Laurent de Jalil Lespert
- 2015 : Les Bêtises de Rose et Alice Philippon
- 2016 : Apnée de Jean-Christophe Meurisse
- 2016 : D'après une histoire vraie de Cédric Prévost
- 2018 : Pourquoi j'ai écrit la bible de lui-même (court-métrage)
- 2019 : Alice et le Maire de Nicolas Pariser
- 2019 : Perdrix d'Erwan Le Duc
- 2021 : Eiffel de Martin Bourboulon
- 2021 : The French Dispatch de Wes Anderson
- 2021 : Oranges sanguines de Jean-Christophe Meurisse
- 2022 : Le Parfum vert de Nicolas Pariser
- 2022 : Neneh Superstar de Ramzi Ben Sliman
- 2023 : La Grande Magie de Noémie Lvovsky
- 2023 : Iris et les Hommes de Caroline Vignal
- 2024 : Le Tableau volé de Pascal Bonitzer
- 2024 : Le Médium d'Emmanuel Laskar
- 2024 : Le Larbin de Alexandre Charlot et Franck Magnier
- 2024 : Le Beau rôle de Victor Rodenbach

#### Télévision
- 2008 : La Cagnotte de Philippe Monnier (téléfilm)
- 2009 : Empreintes criminelles de Christian Bonnet (téléfilm)
- 2011 : Main basse sur une île d'Antoine Santana (téléfilm)
- 2013 : Surveillance de Sébastien Grall (téléfilm)
- 2014 : Les Petits Meurtres d'Agatha Christie, saison 2, épisode Un meurtre est-il facile ?  de Marc Angelo : Jean Castor
- 2019 : Thanksgiving (mini-série) de Nicolas Saada
- 2022 : Clèves (téléfilm) de Rodolphe Tissot
- 2022 : Marianne d'Alexandre Charlot, Franck Magnier et Myriam Vinocour (série télévisée)
- 2025 : 37 Secondes (mini-série) de Laure de Butler

### Réalisateur
- 2018 : Pourquoi j'ai écrit la bible (court-métrage)
- 2019 : De longs discours dans vos cheveux (court-métrage)

## Théâtre

### Comédien
- 2004 : Les Paravents de Jean Genet, mise en scène Jean-Baptiste Sastre, Théâtre national de Chaillot, Théâtre Dijon Bourgogne
- 2004 : Les Joyeuses Commères de Windsor de William Shakespeare, mise en scène Jean-Marie Villégier, Théâtre de l'Athénée-Louis-Jouvet
- 2004 : Timon d'Athènes de William Shakespeare, mise en scène Victor Gautier Martin, Théâtre de l'Aquarium
- 2005 : Le Petit-Maître corrigé de Marivaux, mise en scène Olivier Treiner, Théâtre de Chantilly
- 2005 : Robert Capaa - Focus, mise en scène Véronique Caye, Yokohama
- 2006 : Léonce et Léna de Georg Büchner
- 2007 : Le Mental de l'équipe d'Emmanuel Bourdieu et Frédéric Bélier-Garcia
- 2007 : Un chapeau de paille d'Italie d'Eugène Labiche, Marc-Michel, mise en scène Jean-Baptiste Sastre, Théâtre national de Chaillot
- 2008 : Le Suicidé de Nicolas Erdmann, mise en scène Volodia Serre, Théâtre 13
- 2009 : Promenades de Noëlle Renaude, mise en scène Marie Rémond, Théâtre Ouvert
- 2010 : Les Naufragés de Guy Zilberstein, mise en scène Anne Kessler, Théâtre du Vieux-Colombier
- 2011 : Le Moche, mise en scène Jacques Osinski, Théâtre du Rond-Point
- 2011 : Ivanov de Anton Tchekhov, mise en scène Jacques Osinski, Théâtre du Rond-Point
- 2012 : Le Bourgeois gentilhomme de Molière, mise en scène Denis Podalydès, Théâtre des Bouffes du Nord
- 2013 : L'Histoire du soldat de Charles Ferdinand Ramuz et Igor Stravinsky, mise en scène Jacques Osinski, Jean-Claude Gallotta, Marc Minckovski, Opéra-Comique
- 2014 : Don Juan revient de guerre d'Ödön Von Horvath, mise en scène Jacques Osinski, Théâtre de l'Athénée
- 2016 : L'Avare de Molière, mise en scène Jacques Osinski, Théâtre de Caen : Valère
- 2016-2017 : Le Bourgeois gentilhomme de Molière, mise en scène Denis Podalydès, tournée
- 2017-2018 : Jusque dans vos bras de la compagnie Les Chiens de Navarre, mise en scène Jean-Christophe Meurisse
- 2019-2020 : Tout le monde ne peut pas être orphelin de Jean-Christophe Meurisse, tournée (Compagnie Les Chiens de Navarre)
- 2023 : James Brown mettait des bigoudis de Yasmina Reza, théâtre de la Colline
- 2024 : James Brown mettait des bigoudis, de et mise en scène Yasmina Reza, Théâtre Marigny

### Metteur en scène
- 2006 : Léonce et Léna de Georg Büchner

## Publications

### Romans
Steiger est également romancier.
- La Distance, Paris, Éditions Léo Scheer, 2017.
- Sans Bill ni Murray, Paris, Éditions Léo Scheer, 2020.